# São Teotónio (Odemira)
Sâo Teotónio és una vila portuguesa del municipi d'Odemira, amb 347,25 km² d'àrea (del 29 de setembre del 2013, amb la Reorganització Administrativa Territorial) i amb 8.694 habitants (al cens del 2021).
Com a conseqüència de la reorganització administrativa del 2012/2013, aquesta freguesia se n'ajuntà a la de Zambujeira do Mar.

## Descripció

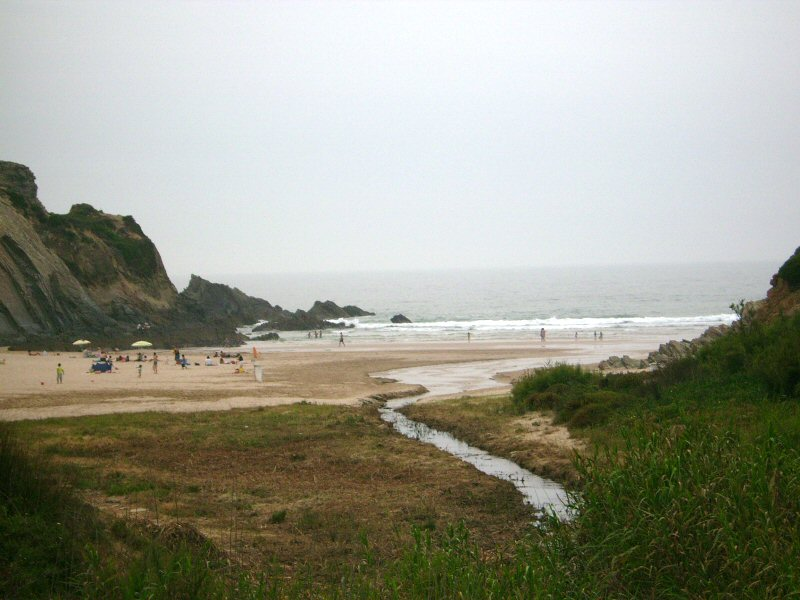
Platja de Carvalhal, vista parcial

Són famoses les seues festes pels sants populars (mes de juny, en anys senars) en què es decoren els carrers amb flors de paper. A la nit de Sant Pere, complint una antiga tradició, els habitants del llogaret engalanen els cotxes i se'n van a Zambujeira do Mar, on prenen un bany purificador.
En el penúltim cap de setmana de juliol, la vila de Sâo Teotónio és escenari anual de la FACECO –Fira d'Activitats Culturals i Econòmiques del Municipi d'Odemira–, que reuneix més de 300 expositors, artesania, música i debats.
El litoral de la freguesia forma part del Parc Natural del Sud-oest de l'Alentejo i de la Costa Vicentina.

## Història
Per la llei núm. 81/89 de 30 d'agost de 1989, part del territori de la freguesia de São Teotónio se'n separà per formar la nova freguesia de Zambujeira do Mar, amb seu al poble del mateix nom.
És per això que la reorganització administrativa de 2012/2013 feu extingir la freguesia de Zambujeira do Mar el 29 de setembre del 2013, i el seu territori novament s'agregà a la freguesia de Sâo Teotónio.

## Població
Amb llogarets d'aquesta freguesia es creà, per la Llei núm. 81/89, de 30 d'agost, la freguesia de Zambujeira do Mar i s'extingí el 29 de setembre de 2013.

## Llogarets
- Baiona;
- Sâo Miguel;
- Brejão;
- Estibeira;
- Malavado;
- Fataca;
- Cavaleiro
- Quintas
- Casa Nova da Cruz
- Camachos;
- Relva Grande;

## Patrimoni
- Far del Cap Sardão.
- Font de Bica dos Besteiros.